# Wereldkampioenschappen beachvolleybal 2009 (vrouwen)
Het vrouwentoernooi tijdens de wereldkampioenschappen beachvolleybal 2009 werd van 25 juni tot en met 4 juli 2009 gehouden in Stavanger. Het Amerikaanse duo April Ross en Jennifer Kessy won het goud door in de finale het Braziliaanse duo Larissa França en Juliana Felisberta da Silva te verslaan. Het brons ging naar het Braziliaanse koppel Talita Antunes da Rocha en Maria Antonelli.

## Groepsfase
|  | Direct naar laatste 32                      |
|  | Als acht beste nummers drie naar laatste 32 |

### Groep A
| # | Ploeg            | Punten | Wedstrijden | Wedstrijden | Wedstrijden | Spelpunten | Spelpunten | Spelpunten | Sets | Sets | Sets  |
| # | Ploeg            | Punten | G           | W           | V           | W          | V          | Ratio      | W    | V    | Ratio |
| - | ---------------- | ------ | ----------- | ----------- | ----------- | ---------- | ---------- | ---------- | ---- | ---- | ----- |
| 1 | Ross / Kessy     | 6      | 3           | 3           | 0           | 126        | 76         | 1,658      | 6    | 0    | MAX   |
| 2 | Minusa / Jursone | 5      | 3           | 2           | 1           | 124        | 116        | 1,069      | 4    | 3    | 1,333 |
| 3 | Fendrick / Ivy   | 4      | 3           | 1           | 2           | 118        | 132        | 0,894      | 3    | 4    | 0,750 |
| 4 | Aas / Bjørkesett | 3      | 3           | 0           | 3           | 82         | 126        | 0,651      | 0    | 6    | 0,000 |

| Datum   |                  | Score |                  | Set 1   | Set 2   | Set 3   |
| ------- | ---------------- | ----- | ---------------- | ------- | ------- | ------- |
| 26 juni | Ross / Kessy     | 2 – 0 | Aas / Bjørkesett | 21 – 10 | 21 – 13 |         |
| 26 juni | Minusa / Jursone | 2 – 1 | Fendrick / Ivy   | 21 – 19 | 19 – 21 | 15 – 10 |
| 28 juni | Ross / Kessy     | 2 – 0 | Fendrick / Ivy   | 21 – 14 | 21 – 12 |         |
| 28 juni | Minusa / Jursone | 2 – 0 | Aas / Bjørkesett | 21 – 13 | 21 – 11 |         |
| 30 juni | Ross / Kessy     | 2 – 0 | Minusa / Jursone | 21 – 13 | 21 – 14 |         |
| 30 juni | Fendrick / Ivy   | 2 – 0 | Aas / Bjørkesett | 21 – 17 | 21 – 18 |         |

### Groep B
| # | Ploeg               | Punten | Wedstrijden | Wedstrijden | Wedstrijden | Spelpunten | Spelpunten | Spelpunten | Sets | Sets | Sets  |
| # | Ploeg               | Punten | G           | W           | V           | W          | V          | Ratio      | W    | V    | Ratio |
| - | ------------------- | ------ | ----------- | ----------- | ----------- | ---------- | ---------- | ---------- | ---- | ---- | ----- |
| 1 | Talita / Antonelli  | 6      | 3           | 3           | 0           | 160        | 142        | 1,127      | 6    | 2    | 3,000 |
| 2 | Xue / Zhang Ying    | 5      | 3           | 2           | 1           | 133        | 116        | 1,147      | 4    | 3    | 1,333 |
| 3 | Remmers / Stiekema  | 4      | 3           | 1           | 2           | 150        | 165        | 0,909      | 4    | 5    | 0,800 |
| 4 | Bratkova / Oekolova | 3      | 3           | 0           | 3           | 129        | 149        | 0,866      | 2    | 6    | 0,333 |

| Datum   |                    | Score |                     | Set 1   | Set 2   | Set 3   |
| ------- | ------------------ | ----- | ------------------- | ------- | ------- | ------- |
| 27 juni | Talita / Antonelli | 2 – 1 | Bratkova / Oekolova | 23 – 25 | 21 – 18 | 15 – 10 |
| 27 juni | Xue / Zhang Ying   | 2 – 1 | Remmers / Stiekema  | 21 – 12 | 22 – 24 | 15 – 10 |
| 29 juni | Talita / Antonelli | 2 – 1 | Remmers / Stiekema  | 18 – 21 | 21 – 17 | 20 – 18 |
| 29 juni | Xue / Zhang Ying   | 2 – 0 | Bratkova / Oekolova | 21 – 15 | 21 – 13 |         |
| 1 juli  | Talita / Antonelli | 2 – 0 | Xue / Zhang Ying    | 21 – 14 | 21 – 19 |         |
| 1 juli  | Remmers / Stiekema | 2 – 1 | Bratkova / Oekolova | 21 – 14 | 12 – 21 | 15 – 13 |

### Groep C
| # | Ploeg                         | Punten | Wedstrijden | Wedstrijden | Wedstrijden | Spelpunten | Spelpunten | Spelpunten | Sets | Sets | Sets  |
| # | Ploeg                         | Punten | G           | W           | V           | W          | V          | Ratio      | W    | V    | Ratio |
| - | ----------------------------- | ------ | ----------- | ----------- | ----------- | ---------- | ---------- | ---------- | ---- | ---- | ----- |
| 1 | Larissa / Juliana             | 6      | 3           | 3           | 0           | 130        | 97         | 1,340      | 6    | 0    | MAX   |
| 2 | Kuhn / Zumkehr                | 5      | 3           | 2           | 1           | 121        | 99         | 1,222      | 4    | 2    | 2,000 |
| 3 | Klapalová / Petrová           | 4      | 3           | 1           | 2           | 111        | 117        | 0,949      | 2    | 4    | 0,500 |
| 4 | Koutroumanidou / Argiropoulou | 3      | 3           | 0           | 3           | 77         | 126        | 0,611      | 0    | 6    | 0,000 |

| Datum   |                     | Score |                               | Set 1   | Set 2   | Set 3 |
| ------- | ------------------- | ----- | ----------------------------- | ------- | ------- | ----- |
| 27 juni | Larissa / Juliana   | 2 – 0 | Koutroumanidou / Argiropoulou | 21 – 14 | 21 – 11 |       |
| 27 juni | Klapalová / Petrová | 0 – 2 | Kuhn / Zumkehr                | 15 – 21 | 19 – 21 |       |
| 29 juni | Larissa / Juliana   | 2 – 0 | Kuhn / Zumkehr                | 25 – 23 | 21 – 14 |       |
| 29 juni | Klapalová / Petrová | 2 – 0 | Koutroumanidou / Argiropoulou | 21 – 15 | 21 – 18 |       |
| 1 juli  | Larissa / Juliana   | 2 – 0 | Klapalová / Petrová           | 21 – 16 | 21 – 19 |       |
| 1 juli  | Kuhn / Zumkehr      | 2 – 0 | Koutroumanidou / Argiropoulou | 21 – 5  | 21 – 14 |       |

### Groep D
| # | Ploeg            | Punten | Wedstrijden | Wedstrijden | Wedstrijden | Spelpunten | Spelpunten | Spelpunten | Sets | Sets | Sets  |
| # | Ploeg            | Punten | G           | W           | V           | W          | V          | Ratio      | W    | V    | Ratio |
| - | ---------------- | ------ | ----------- | ----------- | ----------- | ---------- | ---------- | ---------- | ---- | ---- | ----- |
| 1 | Branagh / Youngs | 6      | 3           | 3           | 0           | 140        | 111        | 1,231      | 6    | 1    | 6,000 |
| 2 | Banck / Günther  | 5      | 3           | 2           | 1           | 130        | 137        | 0,949      | 4    | 3    | 1,333 |
| 3 | Martin / Lessard | 4      | 3           | 1           | 2           | 157        | 144        | 1,090      | 4    | 4    | 1,000 |
| 4 | Dampney / Mullin | 3      | 3           | 0           | 3           | 91         | 126        | 0,722      | 0    | 6    | 0,000 |

| Datum   |                  | Score |                  | Set 1   | Set 2   | Set 3   |
| ------- | ---------------- | ----- | ---------------- | ------- | ------- | ------- |
| 27 juni | Branagh / Youngs | 2 – 0 | Dampney / Mulin  | 21 – 14 | 21 – 13 |         |
| 27 juni | Banck / Günther  | 2 – 1 | Martin / Lessard | 16 – 21 | 21 – 19 | 22 – 20 |
| 29 juni | Branagh / Youngs | 2 – 1 | Martin / Lessard | 21 – 18 | 17 – 21 | 18 – 16 |
| 29 juni | Banck / Günther  | 2 – 0 | Dampney / Mulin  | 21 – 17 | 21 – 18 |         |
| 1 juli  | Branagh / Youngs | 2 – 0 | Banck / Günther  | 21 – 12 | 21 – 17 |         |
| 1 juli  | Martin / Lessard | 2 – 0 | Dampney / Mulin  | 21 – 12 | 21 – 17 |         |

### Groep E
| # | Ploeg                  | Punten | Wedstrijden | Wedstrijden | Wedstrijden | Spelpunten | Spelpunten | Spelpunten | Sets | Sets | Sets  |
| # | Ploeg                  | Punten | G           | W           | V           | W          | V          | Ratio      | W    | V    | Ratio |
| - | ---------------------- | ------ | ----------- | ----------- | ----------- | ---------- | ---------- | ---------- | ---- | ---- | ----- |
| 1 | Ana Paula / Shelda     | 6      | 3           | 3           | 0           | 126        | 82         | 1,537      | 6    | 0    | MAX   |
| 2 | Arvaniti / Tsiartsiani | 5      | 3           | 2           | 1           | 118        | 98         | 1,204      | 4    | 2    | 2,000 |
| 3 | Montagnolli / Hansel   | 4      | 3           | 1           | 2           | 95         | 119        | 0,798      | 2    | 4    | 0,500 |
| 4 | Boulton / Johns        | 3      | 3           | 0           | 3           | 86         | 126        | 0,683      | 0    | 6    | 0,000 |

| Datum   |                        | Score |                        | Set 1   | Set 2   | Set 3 |
| ------- | ---------------------- | ----- | ---------------------- | ------- | ------- | ----- |
| 26 juni | Ana Paula / Shelda     | 2 – 0 | Boulton / Johns        | 21 – 10 | 21 – 10 |       |
| 26 juni | Arvaniti / Tsiartsiani | 2 – 0 | Montagnolli / Hansel   | 21 – 13 | 21 – 12 |       |
| 28 juni | Ana Paula / Shelda     | 2 – 0 | Montagnolli / Hansel   | 21 – 14 | 21 – 14 |       |
| 28 juni | Arvaniti / Tsiartsiani | 2 – 0 | Boulton / Johns        | 21 – 14 | 21 – 17 |       |
| 30 juni | Ana Paula / Shelda     | 2 – 0 | Arvaniti / Tsiartsiani | 21 – 17 | 21 – 17 |       |
| 30 juni | Montagnolli / Hansel   | 2 – 0 | Boulton / Johns        | 21 – 17 | 21 – 18 |       |

### Groep F
| # | Ploeg                  | Punten | Wedstrijden | Wedstrijden | Wedstrijden | Spelpunten | Spelpunten | Spelpunten | Sets | Sets | Sets  |
| # | Ploeg                  | Punten | G           | W           | V           | W          | V          | Ratio      | W    | V    | Ratio |
| - | ---------------------- | ------ | ----------- | ----------- | ----------- | ---------- | ---------- | ---------- | ---- | ---- | ----- |
| 1 | Turner / Akers         | 5      | 3           | 2           | 1           | 137        | 128        | 1,070      | 4    | 3    | 1,333 |
| 2 | Forrer / Schmocker     | 5      | 3           | 2           | 1           | 116        | 109        | 1,064      | 4    | 2    | 0,500 |
| 3 | Giaoui / Hamzaoui      | 4      | 3           | 1           | 2           | 140        | 152        | 0,921      | 3    | 5    | 0,600 |
| 4 | Lundqvist / Ljungquist | 4      | 3           | 1           | 2           | 125        | 129        | 0,969      | 3    | 4    | 0,750 |

| Datum   |                        | Score |                        | Set 1   | Set 2   | Set 3   |
| ------- | ---------------------- | ----- | ---------------------- | ------- | ------- | ------- |
| 26 juni | Turner / Akers         | 2 – 0 | Forrer / Schmocker     | 21 – 13 | 21 – 19 |         |
| 26 juni | Lundqvist / Ljungquist | 1 – 2 | Giaoui / Hamzaoui      | 17 – 21 | 21 – 15 | 13 – 15 |
| 28 juni | Turner / Akers         | 2 – 1 | Giaoui / Hamzaoui      | 23 – 25 | 21 – 16 | 15 – 13 |
| 28 juni | Lundqvist / Ljungquist | 0 – 2 | Forrer / Schmocker     | 17 – 21 | 15 – 21 |         |
| 30 juni | Turner / Akers         | 0 – 2 | Lundqvist / Ljungquist | 17 – 21 | 19 – 21 |         |
| 30 juni | Giaoui / Hamzaoui      | 0 – 2 | Forrer / Schmocker     | 16 – 21 | 19 – 21 |         |

### Groep G
| # | Ploeg              | Punten | Wedstrijden | Wedstrijden | Wedstrijden | Spelpunten | Spelpunten | Spelpunten | Sets | Sets | Sets  |
| # | Ploeg              | Punten | G           | W           | V           | W          | V          | Ratio      | W    | V    | Ratio |
| - | ------------------ | ------ | ----------- | ----------- | ----------- | ---------- | ---------- | ---------- | ---- | ---- | ----- |
| 1 | Holtwick / Semmler | 5      | 3           | 2           | 1           | 135        | 112        | 1,205      | 5    | 2    | 2,500 |
| 2 | Gioria / Momoli    | 5      | 3           | 2           | 1           | 130        | 137        | 0,949      | 4    | 3    | 1,333 |
| 3 | Grasset / Ribalta  | 5      | 3           | 2           | 1           | 137        | 129        | 1,062      | 4    | 3    | 1,333 |
| 4 | Lehmann / Sude     | 3      | 3           | 0           | 3           | 113        | 137        | 0,825      | 1    | 6    | 0,167 |

| Datum   |                    | Score  |                   | Set 1   | Set 2   | Set 3   |
| ------- | ------------------ | ------ | ----------------- | ------- | ------- | ------- |
| 27 juni | Holtwick / Semmler | 1 – 2  | Grasset / Ribalta | 18 – 21 | 21 – 15 | 12 – 15 |
| 27 juni | Gloria / Momoli    | 2 – 1  | Lehman / Sude     | 21 – 19 | 17 – 21 | 15 – 11 |
| 29 juni | Holtwick / Semmler | 2 – 0  | Lehman / Sude     | 21 – 15 | 21 – 17 |         |
| 29 juni | Gloria / Momoli    | 2 – 0  | Grasset / Ribalta | 21 – 19 | 27 – 25 |         |
| 1 juli  | Holtwick / Semmler | 2 – 20 | Gloria / Momoli   | 21 – 11 | 21 – 18 |         |
| 1 juli  | Lehman / Sude      | 0 – 2  | Grasset / Ribalta | 13 – 21 | 17 – 21 |         |

### Groep H
| # | Ploeg               | Punten | Wedstrijden | Wedstrijden | Wedstrijden | Spelpunten | Spelpunten | Spelpunten | Sets | Sets | Sets  |
| # | Ploeg               | Punten | G           | W           | V           | W          | V          | Ratio      | W    | V    | Ratio |
| - | ------------------- | ------ | ----------- | ----------- | ----------- | ---------- | ---------- | ---------- | ---- | ---- | ----- |
| 1 | Maria Clara / Carol | 6      | 3           | 0           | 3           | 154        | 124        | 1,242      | 6    | 2    | 3,000 |
| 2 | Van Breedam / Mouha | 5      | 3           | 2           | 1           | 144        | 122        | 1,180      | 5    | 3    | 1,667 |
| 3 | Mooren / Wesselink  | 4      | 3           | 1           | 2           | 116        | 123        | 0,943      | 3    | 4    | 0,750 |
| 4 | Palmer / Jensen     | 3      | 3           | 0           | 3           | 94         | 139        | 0,676      | 1    | 6    | 0,167 |

| Datum   |                     | Score |                     | Set 1   | Set 2   | Set 3   |
| ------- | ------------------- | ----- | ------------------- | ------- | ------- | ------- |
| 27 juni | Maria Clara / Carol | 2 – 0 | Mooren / Wesselink  | 23 – 21 | 21 – 8  |         |
| 27 juni | Van Breedam / Mouha | 2 – 0 | Palmer / Jensen     | 21 – 8  | 21 – 14 |         |
| 29 juni | Maria Clara / Carol | 2 – 1 | Palmer / Jensen     | 19 – 21 | 21 – 13 | 15 – 11 |
| 29 juni | Van Breedam / Mouha | 2 – 1 | Mooren / Wesselink  | 21 – 14 | 16 – 21 | 15 – 10 |
| 1 juli  | Maria Clara / Carol | 2 – 1 | Van Breedam / Mouha | 19 – 21 | 21 – 16 | 15 – 13 |
| 1 juli  | Palmer / Jensen     | 0 – 2 | Mooren / Wesselink  | 16 – 21 | 11 – 21 |         |

### Groep I
| # | Ploeg                   | Punten | Wedstrijden | Wedstrijden | Wedstrijden | Spelpunten | Spelpunten | Spelpunten | Sets | Sets | Sets  |
| # | Ploeg                   | Punten | G           | W           | V           | W          | V          | Ratio      | W    | V    | Ratio |
| - | ----------------------- | ------ | ----------- | ----------- | ----------- | ---------- | ---------- | ---------- | ---- | ---- | ----- |
| 1 | Pohl / Rau              | 5      | 3           | 2           | 1           | 84         | 70         | 1,200      | 4    | 2    | 2,000 |
| 2 | Saka / Rtvelo           | 5      | 3           | 2           | 1           | 133        | 119        | 1,118      | 4    | 3    | 1,333 |
| 3 | Håkedal / Tørlen        | 5      | 3           | 2           | 1           | 97         | 90         | 1,078      | 5    | 2    | 2,500 |
| 4 | Andreasen / Vestergaard | 3      | 3           | 0           | 3           | 91         | 126        | 0,722      | 0    | 6    | 0,000 |

| Datum   |                  | Score |                         | Set 1                | Set 2                | Set 3                |
| ------- | ---------------- | ----- | ----------------------- | -------------------- | -------------------- | -------------------- |
| 25 juni | Håkedal / Tørlen | 2 – 0 | Andreasen / Vestergaard | 21 – 16              | 21 – 17              |                      |
| 26 juni | Pohl / Rau       | 2 – 0 | Saka / Rtvelo           | 21 – 16              | 21 – 18              |                      |
| 28 juni | Håkedal / Tørlen | 1 – 2 | Saka / Rtvelo           | 19 – 21              | 23 – 21              | 13 – 15              |
| 28 juni | Pohl / Rau       | 2 – 0 | Andreasen / Vestergaard | 21 – 17              | 21 – 19              |                      |
| 30 juni | Håkedal / Tørlen | –     | Pohl / Rau              | opgave door blessure | opgave door blessure | opgave door blessure |
| 30 juni | Saka / Rtvelo    | 2 – 0 | Andreasen / Vestergaard | 21 – 9               | 21 – 13              |                      |

### Groep J
| # | Ploeg             | Punten | Wedstrijden | Wedstrijden | Wedstrijden | Spelpunten | Spelpunten | Spelpunten | Sets | Sets | Sets  |
| # | Ploeg             | Punten | G           | W           | V           | W          | V          | Ratio      | W    | V    | Ratio |
| - | ----------------- | ------ | ----------- | ----------- | ----------- | ---------- | ---------- | ---------- | ---- | ---- | ----- |
| 1 | Goller / Ludwig   | 6      | 3           | 3           | 0           | 139        | 99         | 1,404      | 6    | 1    | 6,000 |
| 2 | Zhang Xi / Huang  | 5      | 3           | 2           | 1           | 129        | 138        | 0,935      | 4    | 3    | 1,333 |
| 3 | Candelas / García | 4      | 3           | 1           | 2           | 146        | 145        | 1,007      | 4    | 4    | 1,000 |
| 4 | Nyström / Nyström | 3      | 3           | 0           | 3           | 94         | 126        | 0,746      | 0    | 6    | 0,000 |

| Datum   |                   | Score |                   | Set 1   | Set 2   | Set 3   |
| ------- | ----------------- | ----- | ----------------- | ------- | ------- | ------- |
| 26 juni | Goller / Ludwig   | 2 – 0 | Nyström / Nyström | 21 – 10 | 21 – 19 |         |
| 26 juni | Zhang Xi / Huang  | 2 – 1 | Candelas / García | 23 – 25 | 24 – 22 | 15 – 12 |
| 28 juni | Goller / Ludwig   | 2 – 1 | Candelas / García | 21 – 14 | 19 – 21 | 15 – 10 |
| 28 juni | Zhang Xi / Huang  | 2 – 0 | Nyström / Nyström | 21 – 19 | 21 – 18 |         |
| 30 juni | Goller / Ludwig   | 2 – 0 | Zhang Xi / Huang  | 21 – 11 | 21 – 14 |         |
| 30 juni | Candelas / García | 2 – 0 | Nyström / Nyström | 21 – 15 | 21 – 13 |         |

### Groep K
| # | Ploeg                | Punten | Wedstrijden | Wedstrijden | Wedstrijden | Spelpunten | Spelpunten | Spelpunten | Sets | Sets | Sets  |
| # | Ploeg                | Punten | G           | W           | V           | W          | V          | Ratio      | W    | V    | Ratio |
| - | -------------------- | ------ | ----------- | ----------- | ----------- | ---------- | ---------- | ---------- | ---- | ---- | ----- |
| 1 | van Iersel / Keizer  | 5      | 3           | 2           | 1           | 149        | 134        | 1,112      | 5    | 2    | 2,500 |
| 2 | Barrera / Sarpaux    | 5      | 3           | 2           | 1           | 132        | 120        | 1,100      | 4    | 3    | 1,333 |
| 3 | Nováková / Háječková | 5      | 3           | 2           | 1           | 157        | 145        | 1,083      | 5    | 3    | 1,667 |
| 4 | Alcon / Matvejeva    | 3      | 3           | 0           | 3           | 87         | 126        | 0,690      | 0    | 6    | 0,000 |

| Datum   |                      | Score |                     | Set 1   | Set 2   | Set 3   |
| ------- | -------------------- | ----- | ------------------- | ------- | ------- | ------- |
| 26 juni | Nováková / Háječková | 2 – 0 | Alcon / Matvejeva   | 21 – 13 | 21 – 11 |         |
| 26 juni | van Iersel / Keizer  | 2 – 0 | Barrera / Sarpaux   | 21 – 19 | 21 – 15 |         |
| 28 juni | Nováková / Háječková | 1 – 2 | Barrera / Sarpaux   | 21 – 23 | 21 – 18 | 11 – 15 |
| 28 juni | van Iersel / Keizer  | 2 – 0 | Alcon / Matvejeva   | 21 – 19 | 21 – 19 |         |
| 30 juni | Nováková / Háječková | 2 – 1 | van Iersel / Keizer | 14 – 21 | 28 – 26 | 20 – 18 |
| 30 juni | Barrera / Sarpaux    | 2 – 0 | Alcon / Matvejeva   | 21 – 18 | 21 – 7  |         |

### Groep L
| # | Ploeg                     | Punten | Wedstrijden | Wedstrijden | Wedstrijden | Spelpunten | Spelpunten | Spelpunten | Sets | Sets | Sets  |
| # | Ploeg                     | Punten | G           | W           | V           | W          | V          | Ratio      | W    | V    | Ratio |
| - | ------------------------- | ------ | ----------- | ----------- | ----------- | ---------- | ---------- | ---------- | ---- | ---- | ----- |
| 1 | Schwaiger / Schwaiger     | 6      | 3           | 3           | 0           | 138        | 110        | 1,255      | 6    | 1    | 6,000 |
| 2 | Maaseide / Kongshavn      | 5      | 3           | 2           | 1           | 131        | 129        | 1,016      | 4    | 3    | 1,333 |
| 3 | Osjejko / Baboeryna       | 4      | 3           | 1           | 2           | 149        | 145        | 1,028      | 4    | 4    | 1,000 |
| 4 | Grässli / Arias-Schmocker | 3      | 3           | 0           | 3           | 93         | 127        | 0,732      | 0    | 6    | 0,000 |

| Datum   |                           | Score |                           | Set 1   | Set 2   | Set 3   |
| ------- | ------------------------- | ----- | ------------------------- | ------- | ------- | ------- |
| 27 juni | Schwaiger / Schwaiger     | 2 – 1 | Osjejko / Baboeryna       | 18 – 21 | 21 – 17 | 15 – 11 |
| 27 juni | Maaseide / Kongshavn      | 2 – 0 | Grässli / Arias-Schmocker | 21 – 16 | 21 – 14 |         |
| 29 juni | Schwaiger / Schwaiger     | 2 – 0 | Grässli / Arias-Schmocker | 21 – 15 | 21 – 12 |         |
| 29 juni | Maaseide / Kongshavn      | 2 – 1 | Osjejko / Baboeryna       | 22 – 20 | 15 – 21 | 18 – 16 |
| 1 juli  | Schwaiger / Schwaiger     | 2 – 0 | Maaseide / Kongshavn      | 21 – 15 | 21 – 19 |         |
| 1 juli  | Grässli / Arias-Schmocker | 0 – 2 | Osjejko / Baboeryna       | 20 – 22 | 16 – 21 |         |

## Knockoutfase
| Zestiende finale | Zestiende finale       | Zestiende finale | Zestiende finale | Zestiende finale |  |    | Achtste finale         | Achtste finale       | Achtste finale | Achtste finale | Achtste finale |  |  | Kwartfinale | Kwartfinale           | Kwartfinale | Kwartfinale | Kwartfinale |  |  | Halve finale | Halve finale       | Halve finale | Halve finale | Halve finale |  |              | Finale             | Finale            | Finale       | Finale       | Finale |
|                  |                        |                  |                  |                  |  |    |                        |                      |                |                |                |  |  |             |                       |             |             |             |  |  |              |                    |              |              |              |  |              |                    |                   |              |              |        |
| 1                | Ross / Kessy           | 21               | 21               |                  |  |    |                        |                      |                |                |                |  |  |             |                       |             |             |             |  |  |              |                    |              |              |              |  |              |                    |                   |              |              |        |
| 37               | Osjejko / Baboeryna    | 17               | 10               |                  |  |    | 1                      | Ross / Kessy         | 21             | 21             |                |  |  |             |                       |             |             |             |  |  |              |                    |              |              |              |  |              |                    |                   |              |              |        |
| 20               | Arvaniti / Tsiartsiani | 21               | 21               |                  |  | 20 | Arvaniti / Tsiartsiani | 10                   | 12             |                |                |  |  |             |                       |             |             |             |  |  |              |                    |              |              |              |  |              |                    |                   |              |              |        |
| 35               | Barrera / Sarpeux      | 17               | 15               |                  |  |    |                        |                      |                |                |                |  |  | 1           | Ross / Kessy          | 17          | 21          | 15          |  |  |              |                    |              |              |              |  |              |                    |                   |              |              |        |
| 10               | Goller / Ludwig        | 21               | 21               |                  |  |    |                        |                      |                |                |                |  |  | 6           | Turner / Akers        | 21          | 12          | 9           |  |  |              |                    |              |              |              |  |              |                    |                   |              |              |        |
| 21               | Banck / Günther        | 12               | 16               |                  |  |    | 10                     | Goller / Ludwig      | 21             | 21             | 11             |  |  |             |                       |             |             |             |  |  |              |                    |              |              |              |  |              |                    |                   |              |              |        |
| 6                | Turner / Akers         | 18               | 24               | 17               |  | 6  | Turner / Akers         | 17                   | 23             | 15             |                |  |  |             |                       |             |             |             |  |  |              |                    |              |              |              |  |              |                    |                   |              |              |        |
| 28               | Martin / Lessard       | 21               | 22               | 15               |  |    |                        |                      |                |                |                |  |  |             |                       |             |             |             |  |  | 1            | Ross / Kessy       | 28           | 18           | 15           |  |              |                    |                   |              |              |        |
| 5                | Ana Paula / Shelda     | 21               | 19               | 17               |  |    |                        |                      |                |                |                |  |  |             |                       |             |             |             |  |  | 5            | Ana Paula / Shelda | 26           | 21           | 9            |  |              |                    |                   |              |              |        |
| 42               | Grasset / Ribalta      | 14               | 21               | 15               |  |    | 5                      | Ana Paula / Shelda   | 22             | 21             |                |  |  |             |                       |             |             |             |  |  |              |                    |              |              |              |  |              |                    |                   |              |              |        |
| 16               | Pohl / Rau             | 15               | 15               |                  |  | 15 | Zhang Xi / Huang       | 20                   | 16             |                |                |  |  |             |                       |             |             |             |  |  |              |                    |              |              |              |  |              |                    |                   |              |              |        |
| 15               | Zhang Xi / Huang       | 21               | 21               |                  |  |    |                        |                      |                |                |                |  |  | 5           | Ana Paula / Shelda    | 17          | 22          | 15          |  |  |              |                    |              |              |              |  |              |                    |                   |              |              |        |
| 43               | Forrer / Schmocker     | 14               | 16               |                  |  |    |                        |                      |                |                |                |  |  | 4           | Branagh / Youngs      | 21          | 20          | 12          |  |  |              |                    |              |              |              |  |              |                    |                   |              |              |        |
| 33               | Saka / Rtvelo          | 21               | 21               |                  |  |    | 33                     | Saka / Rtvelo        | 12             | 14             |                |  |  |             |                       |             |             |             |  |  |              |                    |              |              |              |  |              |                    |                   |              |              |        |
| 26               | Remmers / Stiekema     | 18               | 10               |                  |  | 4  | Branagh / Youngs       | 21                   | 21             |                |                |  |  |             |                       |             |             |             |  |  |              |                    |              |              |              |  |              |                    |                   |              |              |        |
| 4                | Branagh / Youngs       | 21               | 21               |                  |  |    |                        |                      |                |                |                |  |  |             |                       |             |             |             |  |  |              |                    |              |              |              |  |              | 1                  | Ross / Kessy      | 30           | 23           |        |
| 3                | Larissa / Juliana      | 21               | 21               |                  |  |    |                        |                      |                |                |                |  |  |             |                       |             |             |             |  |  |              |                    |              |              |              |  |              | 3                  | Larissa / Juliana | 28           | 21           |        |
| 34               | Candelas / García      | 10               | 15               |                  |  |    | 3                      | Larissa / Juliana    | 21             | 21             |                |  |  |             |                       |             |             |             |  |  |              |                    |              |              |              |  |              |                    |                   |              |              |        |
| 27               | Kuhn / Zumkehr         | 20               | 15               |                  |  | 23 | Xue / Zhang Ying       | 16                   | 17             |                |                |  |  |             |                       |             |             |             |  |  |              |                    |              |              |              |  |              |                    |                   |              |              |        |
| 23               | Xue / Zhang Ying       | 22               | 21               |                  |  |    |                        |                      |                |                |                |  |  | 3           | Larissa / Juliana     | 21          | 21          |             |  |  |              |                    |              |              |              |  |              |                    |                   |              |              |        |
| 14               | van Iersel / Keizer    | 26               | 21               |                  |  |    |                        |                      |                |                |                |  |  | 14          | van Iersel / Keizer   | 13          | 16          |             |  |  |              |                    |              |              |              |  |              |                    |                   |              |              |        |
| 13               | Maaseide / Kongshavn   | 24               | 18               |                  |  |    | 14                     | van Iersel / Keizer  | 19             | 21             | 15             |  |  |             |                       |             |             |             |  |  |              |                    |              |              |              |  |              |                    |                   |              |              |        |
| 8                | Maria Clara / Carol    | 16               | 21               | 15               |  | 8  | Maria Clara / Carol    | 21                   | 19             | 13             |                |  |  |             |                       |             |             |             |  |  |              |                    |              |              |              |  |              |                    |                   |              |              |        |
| 9                | Håkedal / Tørlen       | 21               | 16               | 7                |  |    |                        |                      |                |                |                |  |  |             |                       |             |             |             |  |  | 3            | Larissa / Juliana  | 21           | 18           | 15           |  |              |                    |                   |              |              |        |
| 7                | Holtwick / Semmler     | 16               | 16               |                  |  |    |                        |                      |                |                |                |  |  |             |                       |             |             |             |  |  | 2            | Talita / Antonelli | 17           | 21           | 13           |  |              |                    |                   |              |              |        |
| 11               | Nováková / Háječková   | 21               | 21               |                  |  |    | 11                     | Nováková / Háječková | 15             | 19             |                |  |  |             |                       |             |             |             |  |  |              |                    |              |              |              |  |              |                    |                   |              |              |        |
| 12               | Schwaiger / Schwaiger  | 18               | 23               | 15               |  | 12 | Schwaiger / Schwaiger  | 21                   | 21             |                |                |  |  |             |                       |             |             |             |  |  |              |                    |              |              |              |  |              |                    |                   |              |              |        |
| 18               | Gloria / Momoli        | 21               | 21               | 13               |  |    |                        |                      |                |                |                |  |  | 12          | Schwaiger / Schwaiger | 17          | 16          |             |  |  |              |                    |              |              |              |  | Troostfinale | Troostfinale       | Troostfinale      | Troostfinale | Troostfinale |        |
| 17               | Van Breedam / Mouha    | 21               | 21               |                  |  |    |                        |                      |                |                |                |  |  | 2           | Talita / Antonelli    | 21          | 21          |             |  |  |              |                    |              |              |              |  |              |                    |                   |              |              |        |
| 24               | Minusa / Jursone       | 19               | 11               |                  |  |    | 17                     | Van Breedam / Mouha  | 15             | 15             |                |  |  |             |                       |             |             |             |  |  |              |                    |              |              |              |  | 5            | Ana Paula / Shelda | 13                | 16           |              |        |
| 41               | Mooren / Wesselink     | 12               | 13               |                  |  | 2  | Talita / Antonelli     | 21                   | 21             |                |                |  |  |             |                       |             |             |             |  |  |              |                    |              |              |              |  | 2            | Talita / Antonelli | 21                | 21           |              |        |
| 2                | Talita / Antonelli     | 21               | 21               |                  |  |    |                        |                      |                |                |                |  |  |             |                       |             |             |             |  |  |              |                    |              |              |              |  |              |                    |                   |              |              |        |

1997 ·
1999 ·
2001 ·
2003 ·
2005 ·
2007 ·
2009 ·
2011 ·
2013 ·
2015 ·
2017 ·
2019 ·
2022 ·
2023